# Espermatozoides motorizados
Los espermatozoides motorizados son células espermáticas motorizadas artificialmente; es decir, espermatozoides genéticamente funcionales con problemas de movilidad, que acoplados a un micromotor híbrido, recuperan su capacidad de propulsión y movimiento.
Estas microhélices personalizadas han sido desarrolladas por un grupo de investigadores alemanes y han permitido que células espermáticas con deficiencias en el movimiento puedan ser transportadas hasta el óvulo para que lleven a cabo su función natural.
Dicho descubrimiento resulta de gran interés en el ámbito de la reproducción asistida, puesto que la mala motilidad de los espermatozoides es una de las principales causas de infertilidad masculina y, a pesar de los avances que existen actualmente, aún no se ha conseguido encontrar una solución satisfactoria.

## Estructura y funcionamiento
Las microhélices son estructuras poliméricas fabricadas por impresión láser directa y recubiertas con una bicapa de un material ligeramente magnético. Gracias a este magnetismo y con ayuda de un conjunto personalizado de bobinas Helmholtz, se generan campos magnéticos giratorios o rotativos que permiten controlar el movimiento 3D del espermatozoide acoplado al micromotor.
Este potente mecanismo de movimiento, relativamente simple y ampliamente comprendido, tiene la ventaja de que es fácil de manipular y permite que dichos espermatozoides motorizados se muevan a una velocidad similar a la de los espermatozoides sanos más rápidos (hasta 70 μm/s). Además, estas microhélices han demostrado tener una gran efectividad sin llegar a ser dañinas para el espermatozoide, el óvulo o la propia fecundación. No obstante, para que la fertilización sea exitosa, es necesario emplear los medios adecuados y seleccionar los espermatozoides motorizados con mayor probabilidad de fecundar a los ovocitos en cultivo.
Asimismo, el funcionamiento de los espermatozoides motorizados es muy sencillo:
- En primer lugar, el motor captura al espermatozoide disfuncional y se asocia a él acoplándose a su cola. De esta forma, la cola queda confinada dentro de la microhélice y la cabeza por fuera del extremo frontal de la misma. Además, dicha cabeza está protegida por una especie de anillo que evita su entrada en la hélice como consecuencia del movimiento rotatorio.[1]
- En segundo lugar, lo propulsa para desplazarlo hasta donde se encuentra el óvulo.[1]
- Por último y solo una vez que el espermatozoide se ha adherido a la pared del óvulo, la hélice se desancla y lo libera para que se fusionen. Esto tiene lugar gracias a la inversión del eje de rotación del campo magnético (se invierte el sentido de rotación de la hélice, por lo que se va separando de la cabeza y la cola del espermatozoide hasta que se desancla por completo).[1]

## Resultados y proyecciones futuras
Por el momento se ha tratado de reproducir las condiciones fisiológicas del organismo, introduciendo los prototipos en un medio espermático con viscosidad y temperatura adaptadas. Con ello se ha logrado exitosamente la liberación de las células espermáticas en la pared celular del ovocito; no obstante, quedan ciertas dificultades que superar para que su uso en humanos resulte viable:
- A veces se producen uniones inespecíficas irreversibles de las hélices a los espermatozoides, al ovocito o incluso al sustrato. Se está intentando resolver el problema mediante una correcta funcionalización de la superficie molecular de las hélices y el sustrato del canal fluídico.[1]
- Existen limitaciones en la confiabilidad y la reproducibilidad del método (el rendimiento se encuentra en torno al 40-50% en condiciones óptimas). Esto se debe a que debido a la necesidad de transferir los espermatozoides y los ovocitos desde las placas de cultivo a la plataforma fluídica, se producen más retrasos y fluctuaciones de temperatura que en otras técnicas. Además, la captura individual de espermatozoides es un proceso complejo que requiere de un trabajo experimental extenso y enfocado en aumentar la probabilidad de obtener una fecundación exitosa. No obstante, esta técnica también es aplicable in vivo, lo que permitiría evitar las complicaciones derivadas del cultivo de ovocitos y la posterior transferencia de embriones (reimplantación).[1]
- Otra limitación es que aún no se puede realizar un seguimiento in vivo de los espermatozoides motorizados para controlarlos dentro del organismo. No obstante, muchos científicos están trabajando en una técnica para obtener imágenes del tejido profundo en tiempo real y con alta resolución, lo que permitirá navegar con éxito a través de la cavidad uterina.[1]
- Es muy difícil estudiar in vitro cómo va a ser la respuesta inmune de la paciente y la navegación del espermatozoide motorizado a través de entornos confinados y elásticos (cavidad uterina y oviducto).[1]

En definitiva, aún queda mucho trabajo por hacer con respecto al cultivo adecuado de los ovocitos, la funcionalización de las hélices para aumentar su especificidad por los espermatozoides, la mejora de la captura y suministro de espermatozoides dirigidos, etc. Pero de conseguir una tasa crítica de fertilización, este método podría tener éxito en la fecundación in vitro; aunque en última instancia, la fortaleza su enfoque reside en su potencial aplicabilidad in vivo.